# فوميتاكا كيتاتاني
فوميتاكا كيتاتاني (باليابانية: 北谷 史孝) (18 أغسطس 1995 في إيزوميسانو في اليابان – )؛ هو لاعب كرة قدم ياباني سابق كان يلعب كمدافع.

## وصلات خارجية
- فوميتاكا كيتاتاني على موقع رابطة كرة القدم اليابانية للمحترفين (اليابانية)
- فوميتاكا كيتاتاني على موقع قاعدة بيانات كرة القدم.إي يو (الإنجليزية)
- فوميتاكا كيتاتاني على موقع Soccerway.com (الإنجليزية)
- فوميتاكا كيتاتاني على موقع عالم كرة القدم.نت (الإنجليزية)